# 脊項弱棘魚屬
脊項弱棘魚屬，是條鰭魚綱刺尾鯛目弱棘魚科下的一個屬。

## 分類
本屬屬於方頭魚亞科，目前被認可的種如下：
- 脊項弱棘魚 Lopholatilus chamaeleonticeps
- 維氏脊項弱棘魚 Lopholatilus villarii